# Симокитаяма
Симокитаяма (яп. 下北山村 Симокитаяма-мура) — село в Японии, находящееся в уезде Йосино префектуры Нара. Площадь села составляет 133,53 км², население — 875 человек (1 августа 2014), плотность населения — 6,55 чел./км².

## Географическое положение
Село расположено на острове Хонсю в префектуре Нара региона Кинки. С ним граничат город Кумано и сёла Камикитаяма, Тоцукава, Китаяма.

## Население
Население села составляет 875 человек (1 августа 2014), а плотность — 6,55 чел./км². Изменение численности населения с 1980 по 2005 годы:
| 1980 | 1800 чел. |  |
| 1985 | 1589 чел. |  |
| 1990 | 1514 чел. |  |
| 1995 | 1370 чел. |  |
| 2000 | 1292 чел. |  |
| 2005 | 1212 чел. |  |

## Символика
Деревом села считается конский каштан, птицей — обыкновенный зимородок.